# 瑜伽行中観派
瑜伽行中観派（ゆがぎょうちゅうがんは、Yogācāra-Madhyamaka）とは、大乗仏教において、瑜伽行派（唯識派）の教説を中観派へと吸収・統合することを志向した、後期中観派スヴァータントリカ（自立論証派）の総称。チベット仏教に多大な影響を与えた。
なお、同じくスヴァータントリカ（自立論証派）で経量部に近接していると見られた人々は「経量(行)中観派」「経部行中観派」（Sautrāntika-Mādhyamaka）と呼ばれたりもした。